# Puma lacustris
Puma lacustris (možno jako kočka jezerní), je vyhynulý druh pumy žijící od pozdního pliocénu do raného pleistocénu (4,8–1,8 Ma). Holotyp byl nalezen v Národním památníku Hagerman Fossil Beds v Idaho, přesněji fragment pravé strany dolní čelisti se zachovanými špičáky a lícními zuby. Tento typový exemplář popsal v roce 1933 americký paleontolog Charles Lewis Gazin, který jej považoval za menšího příbuzného pumy. Taxonomická identita je ovšem nejistá, neboť se uvažovalo též o příbuznosti (a zařazení) k rysům. Další exempláře tohoto druhu byly nalezeny i jinde v Severní Americe, například ve Washingtonu, v Kalifornii, Arizoně, Texasu a Baja California.